# Christos Kotsōnīs
Christos Kotsōnīs (in greco: Χρίστος Κοτσώνης; Famagosta, 13 giugno 1976) è un ex calciatore cipriota, di ruolo difensore o centrocampista.

## Carriera

### Club
Ha giocato nella massima serie cipriota con varie squadre.

### Nazionale
Ha esordito con la nazionale cipriota nel 2000, giocando 6 partite fino al 2000.

## Palmarès

### Club

#### Competizioni nazionali
- Campionato cipriota: 2

Anorthosis: 1996-1997, 1997-1998
- Coppa di Cipro: 1

Anorthosis: 1997-1998